# Ministerstwo Współpracy Gospodarczej z Zagranicą
Ministerstwo Współpracy Gospodarczej z Zagranicą – polski urząd administracji rządowej obsługujący ministra Współpracy Gospodarczej z Zagranicą, do którego zadań należała realizacja polityki państwa oraz koordynacja działań w zakresie stosunków gospodarczych, handlowych i naukowo-technicznych z zagranicą.
Ministerstwo zostało utworzone ustawą o utworzeniu urzędu Ministra Współpracy Gospodarczej z Zagranicą z 23 października 1987 (wchodzącą w życie dzień później z mocą obowiązującą następnego dnia). Zniesione zostało ustawą z 8 sierpnia 1996. Zadania i kompetencje zlikwidowanego resortu włączono do Ministerstwa Gospodarki oraz Ministerstwa Skarbu Państwa.

## Lista ministrów
| Lp. | Zdjęcie                        | Imię i nazwisko (partia polityczna) | Objęcie urzędu | Złożenie urzędu | Długość urzędowania | Rząd                             |
| --- | ------------------------------ | ----------------------------------- | -------------- | --------------- | ------------------- | -------------------------------- |
| 1.  |                                | Władysław Gwiazda (PZPR)            | 24 X 1987      | 14 X 1988       | 356 dni             | Rząd Zbigniewa Messnera          |
| 2.  |                                | Dominik Jastrzębski (PZPR)          | 14 X 1988      | 12 IX 1989      | 333 dni             | Rząd Mieczysława Rakowskiego     |
| 3.  |                                | Marcin Święcicki (PZPR)             | 12 IX 1989     | 12 I 1991       | 487 dni             | Rząd Tadeusza Mazowieckiego      |
| 4.  |                                | Dariusz Ledworowski                 | 12 I 1991      | 23 XII 1991     | 345 dni             | Rząd Jana Krzysztofa Bieleckiego |
| 5.  |                                | Adam Glapiński (PC)                 | 23 XII 1991    | 11 VII 1992     | 201 dni             | Rząd Jana Olszewskiego           |
| 6.  |                                | Andrzej Arendarski (KLD)            | 11 VII 1992    | 26 X 1993       | 472 dni             | Rząd Hanny Suchockiej            |
| 7.  |                                | Lesław Podkański (PSL)              | 26 X 1993      | 6 III 1995      | 496 dni             | Rząd Waldemara Pawlaka           |
| 8.  |                                | Jacek Buchacz (PSL)                 | 7 III 1995     | 4 IX 1996       | 547 dni             | Rząd Józefa Oleksego             |
| 8.  | Rząd Włodzimierza Cimoszewicza | Jacek Buchacz (PSL)                 | 7 III 1995     | 4 IX 1996       | 547 dni             |                                  |